# Hystrichomorpha acanthina
Hystrichomorpha acanthina is een vlinder uit de familie van de Carposinidae. De wetenschappelijke naam van de soort is voor het eerst geldig gepubliceerd in 1954 door Diakonoff.